# Maoping Xiang
Maoping Xiang (kinesiska: 茅坪乡) är en socken i Kina. Den ligger i provinsen Hunan, i den södra delen av landet, omkring 360 kilometer väster om provinshuvudstaden Changsha. Antalet invånare är 10933. Befolkningen består av 5 518 kvinnor och 5 415 män. Barn under 15 år utgör 22,0 %, vuxna 15-64 år 66 %, och äldre över 65 år 10,0 %.
Genomsnittlig årsnederbörd är 1 711 millimeter. Den regnigaste månaden är maj, med i genomsnitt 288 mm nederbörd, och den torraste är december, med 22 mm nederbörd.